# Hampelspitze
Hampelspitze är en bergstopp i Antarktis. Den ligger i Östantarktis. Nya Zeeland gör anspråk på området. Toppen på Hampelspitze är 1 036 meter över havet, eller 472 meter över den omgivande terrängen. Bredden vid basen är 5,9 km.
Terrängen runt Hampelspitze är varierad.  Trakten är glest befolkad. Närmaste befolkade plats är Enigma Lake Station, 18,3 kilometer sydost om Hampelspitze.